# Mahir Günşiray
 (octobre 2023).
 (septembre 2023).
La mise en forme du texte ne suit pas les recommandations de Wikipédia : il faut le « wikifier ».
Les points d'amélioration suivants sont les cas les plus fréquents. Le détail des points à revoir est peut-être précisé sur la page de discussion.
- Les titres sont pré-formatés par le logiciel. Ils ne sont ni en capitales, ni en gras.
- Le texte ne doit pas être écrit en capitales (les noms de famille non plus), ni en gras, ni en italique, ni en « petit »…
- Le gras n'est utilisé que pour surligner le titre de l'article dans l'introduction, une seule fois.
- L'italique est rarement utilisé : mots en langue étrangère, titres d'œuvres, noms de bateaux, etc.
- Les citations ne sont pas en italique mais en corps de texte normal. Elles sont entourées par des guillemets français : « et ».
- Les listes à puces sont à éviter, des paragraphes rédigés étant largement préférés. Les tableaux sont à réserver à la présentation de données structurées (résultats, etc.).
- Les appels de note de bas de page (petits chiffres en exposant, introduits par l'outil «  Source ») sont à placer entre la fin de phrase et le point final[comme ça].
- Les liens internes (vers d'autres articles de Wikipédia) sont à choisir avec parcimonie. Créez des liens vers des articles approfondissant le sujet. Les termes génériques sans rapport avec le sujet sont à éviter, ainsi que les répétitions de liens vers un même terme.
- Les liens externes sont à placer uniquement dans une section « Liens externes », à la fin de l'article. Ces liens sont à choisir avec parcimonie suivant les règles définies. Si un lien sert de source à l'article, son insertion dans le texte est à faire par les notes de bas de page.
- La présentation des références doit suivre les conventions bibliographiques. Il est recommandé d'utiliser les modèles {{Ouvrage}}, {{Chapitre}}, {{Article}}, {{Lien web}} et/ou {{Bibliographie}}. Le mode d'édition visuel peut mettre en forme automatiquement les références.
- Insérer une infobox (cadre d'informations à droite) n'est pas obligatoire pour parachever la mise en page.

Pour une aide détaillée, merci de consulter Aide:Wikification.
Si vous pensez que ces points ont été résolus, vous pouvez retirer ce bandeau et améliorer la mise en forme d'un autre article.
 (octobre 2023).
Si vous disposez d'ouvrages ou d'articles de référence ou si vous connaissez des sites web de qualité traitant du thème abordé ici, merci de compléter l'article en donnant les références utiles à sa vérifiabilité et en les liant à la section « Notes et références ».
Mahir Günşiray (né le 10 août 1960 à Istanbul) est un acteur et metteur en scène turc.

## Biographie
Mahir Günşiray est le fils de l'artiste Orhan Günşiray.

## Théâtre

### Mises en scène
- 1985 : La Bonne Âme du Se-Tchouan : Bertolt Brecht - Leeds, The Workshop Theatre
- 1985 : Lettres de prison : Nazım Hikmet - Leeds, The Workshop Theatre
- 1985 :  Monseigneur, je n'ai pas d'eau : Ahmet Önel - Théâtre national de Bursa
- 1988 : Oignon : Aldo Nikolaj - Théâtre national d'Istanbul
- 1996 : Un homme est un homme : Bertolt Brecht - Théâtre Ti
- 1997 : Les Bonnes : Jean Genet - Théâtre Oyunevi
- 1998 : Antigone : Sophocle - Théâtre Oyunevi
- 1998 : L'histoire de Don Quichotte : Miguel de Cervantes- Théâtre Oyunevi
- 1999 : Noces de sang : Federico García Lorca - Théâtre national d'Istanbul
- 1999 : Dans la colonie pénitentiaire : Franz Kafka- Théâtre Oyunevi
- 2000 : La Nuit juste avant les forêts : Bernard-Marie Koltès - Théâtre Oyunevi
- 2001 : Le Mariage: Nicolas Gogol- Théâtre Oyunevi
- 2002 : Ahmed Arif - Théâtre Rast
- 2002 : Oublier : Enzo Cormann \ Eugène Durif \ Éric-Emmanuel Schmitt \ Joël Jouanneau - Théâtre Oyunevi
- 2003 : Gavara : Nihat Genc - Théâtre Oyunevi
- 2004 : La ravissante ronde du ravissant monsieur Arthur Schnitzler : Werner Schwab - Théâtre Oyunevi
- 2005 : Tol : Murat Uyurkulak - Théâtre Oyunevi
- 2006 : Quand cinq ans seront passés - Federico García Lorca -  Théâtre Oyunevi
- 2008 : En attendant - Théâtre Oyunevi
- 2008 : Léonce et Léna: Georg Büchner- Théâtre Oyunevi
- 2009 :  Mémoires de cendres - Théâtre national d'Istanbul
- 2009 : Une dernière fois - Théâtre Oyunevi
- 2010 : Faust : Goethe - Bochum Shauspielhaus
- 2011 : Le théâtre est mort - Théâtre Oyunevi
- 2014 : Les Antilopes : Henning Mankell - Megapol Art Center

### En tant qu'acteur
- 1986 : Kismet : Erhan Gökgücü - Théâtre national de Bursa
- 1987 : L'Avare : Molière - Théâtre national d'Istanbul
- 1989 :  Le rhume du roi : Sabahattin Kudret Aksal - Théâtre  national d'Istanbul
- 1991 :  Afife Jale : Nezihe Araz - Théâtre national d'Istanbul
- 1991 :  Frères de sang : Willy Russell -  théâtre Studio
- 1992 : La Noce chez les petits bourgeois : Bertolt Brecht - Théâtre national d'Istanbul
- 1993 : La Maison de Bernarda Alba : Federico García Lorca - Théâtre An Der Ruhr
- 1997 : Un homme est un homme : Bertolt Brecht - Théâtre Ti
- 1998 : Les Bonnes : Jean Genet - Théâtre Oyunevi
- 1999 : L'histoire de Don Quichotte: Miguel de Cervantes - Théâtre Oyunevi
- 2000 :  Dans la colonie pénitentiaire: Franz Kafka - Théâtre Oyunevi
- 2001 :  Histoires d'Efrasiyab : İhsan Oktay Anar - Théâtre national d'Istanbul
- 2002 : Le Mariage : Nicolas Gogol - Théâtre Oyunevi
- 2002 : Gavara : Nihat Genç - Théâtre Oyunevi
- 2003 : Oublier : Enzo Cormann \ Eugène Durif \ Éric-Emmanuel Schmitt \ Joël Jouanneau - Théâtre Oyunevi
- 2004 : La ravissante ronde du ravissant monsieur Arthur Schnitzler: Werner Schwab - Théâtre Oyunevi
- 2005 : Tol: Murat Uyurkulak - Théâtre Oyunevi
- 2007 : Solitude : Hasan Ali Toptas - Théâtre Oyunevi/Thrater Rast
- 2008 : Léonce et Léna: Georg Büchner - Théâtre Oyunevi
- 2012 : Le théâtre est mort - Théâtre Oyunevi

## Cinéma et TV

### Films
- 1965 : Mon fils, mon fils de Mehmet Dinler
- 1979 : Bébé de İhsan Yüce-Sahin Gök
- 1989 : Là où se termine le printemps de Ziya Oztan
- 1992 : Métamorphose de Fevzi Tuna
- 1992 : Sourire jaune de Seçkin Yasar
- 1992 : Je t'aime Rosa de Isil Ozgenturk
- 1995 : Les clients d'Avrenos (film de Philipe Venault d'après Simenon avec Jacques Gamblin)
- 1995 : Amours gravitationnels de Orhan Oguz
- 1998 : Désintégration de Canan Grede
- 2007 : Partir : Mon Marlo et Brando de Hüseyin Karabey
- 2012 : Une grande histoire de Osman Sınav
- 2013 : Canakkale : Fin de route de Kemal Uzun
- 2013 : Exil de Erol Özlevi
- 2015 : La 7e vague - Campagnie du Centaure
- 2015 : Des temps étranges (court métrage)de Mehmet Emrah Erkanı
- 2021 : Les promesses d'Hasan de Semih Kaplanoğlu

### Séries
- 1988 : Des lèvres au cœur
- 1989 : Moineau des pavés
- 1989 : Ayaşlı et ses locataires
- 1993 : Bourse
- 2003 : Recrue
- 2004 : Clair de lune, où es-tu
- 2005 : Tu me manques tellement
- 2006 : Les années perdues
- 2006: La pièce sourde
- 2007 : Le poison d'Armageddon-Nabucco
- 2008 : Sur la lame du couteau
- 2009 : Ennemi dans le miroir
- 2009 : Guldunya
- 2009 : Ennemi dans le miroir
- 2011 : La Ferme de la Dame
- 2011 : Iffet
- 2013 : Dila
- 2014 : Je suis d'Urfa pour toujours
- 2015 : Parfum Fraise
- 2016 : Soleil d'hiver
- 2017 : Fazilet Hanım et ses filles
- 2019 : Le Magnifique Duo
- 2021 : Chagrin d’amour
- 2023 : Shahmaran
- 2023 : 10 jours du côté du mal
- 2023 : #justiceTT

## Prix
- 1998 : prix de la liberté de pensée et d'expression de l'Association des éditeurs turcs (au nom de 185 artistes, écrivains et intellectuels qui ont signé en tant qu'éditeurs le livre Liberté de pensée )
- Prix du meilleur acteur décerné par l'association des écrivains de théâtre et TV
- 2002-2003 : prix du meilleur réalisateur décerné par l'Institution artistique "Artiste de l'année"